# Astaxanthine
L'astaxanthine (dihydroxy-3,3' dioxo-4,4' β-carotène) est un pigment de la famille des xanthophylles (caroténoïdes), se présentant sous la forme d'un solide violacé de masse moléculaire 596,84 g mol−1. Présente naturellement dans certains crustacés et microalgues, elle est utilisée comme colorant alimentaire.

## Sources naturelles
L'astaxanthine commerciale est extraite des sources suivantes (liste non exhaustive) :
- Euphausia pacifica (Krill pacifique);
- Euphausia superba (Krill antarctique);
- Haematococcus pluvialis (Microalgue);
- Pandalus borealis (Crevette arctique);
- Xanthophyllomyces dendrorhous, anciennement Phaffia rhodozyma (levure).
- Paracoccus carotinifaciens[2]

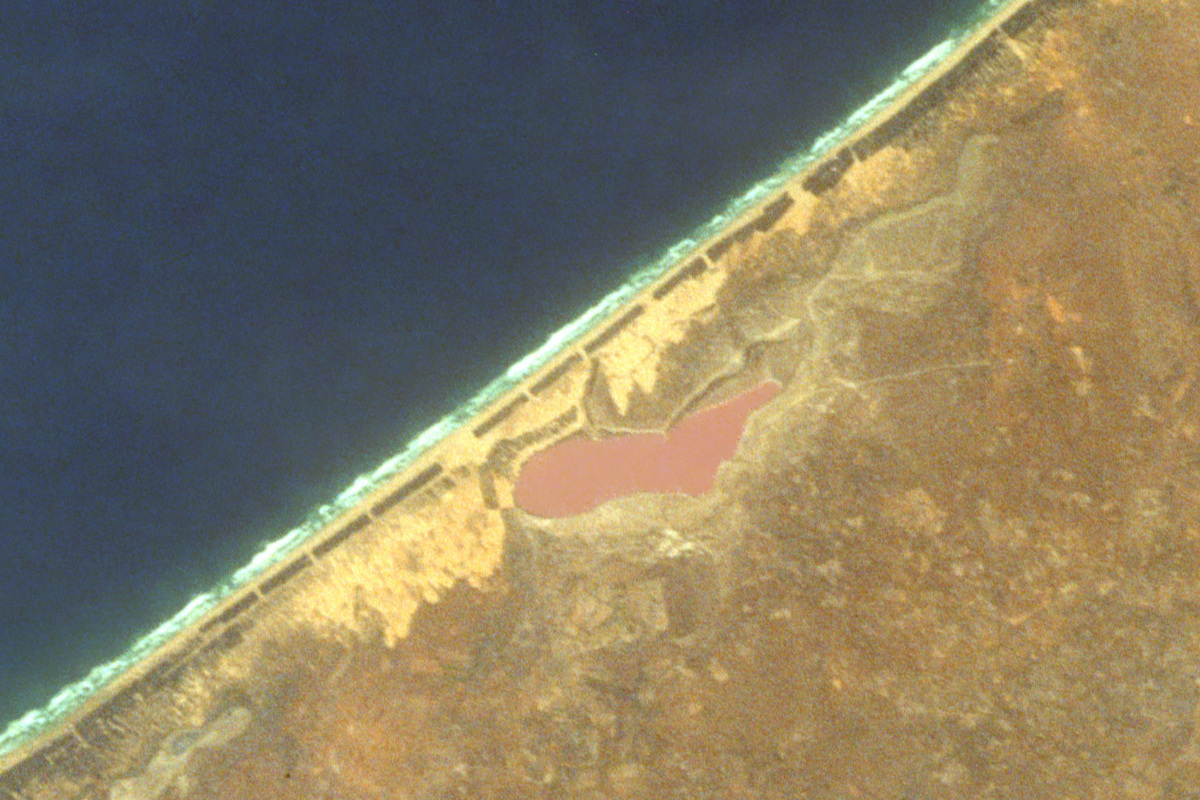
Vue satellite du Lac Rose au Sénégal, dont la couleur est liée à l'astaxanthine dans Dunaliella salina.

On trouve par exemple l'astaxanthine dans Dunaliella salina, une microalgue halophile de la classe des chlorophycées, présente dans les marais salants et qui leur donne, par endroits, une couleur rose/rouge. C'est le cas du lac rose au Sénégal, site touristique majeur du pays du fait de sa teinte originale une moitié de l'année. 

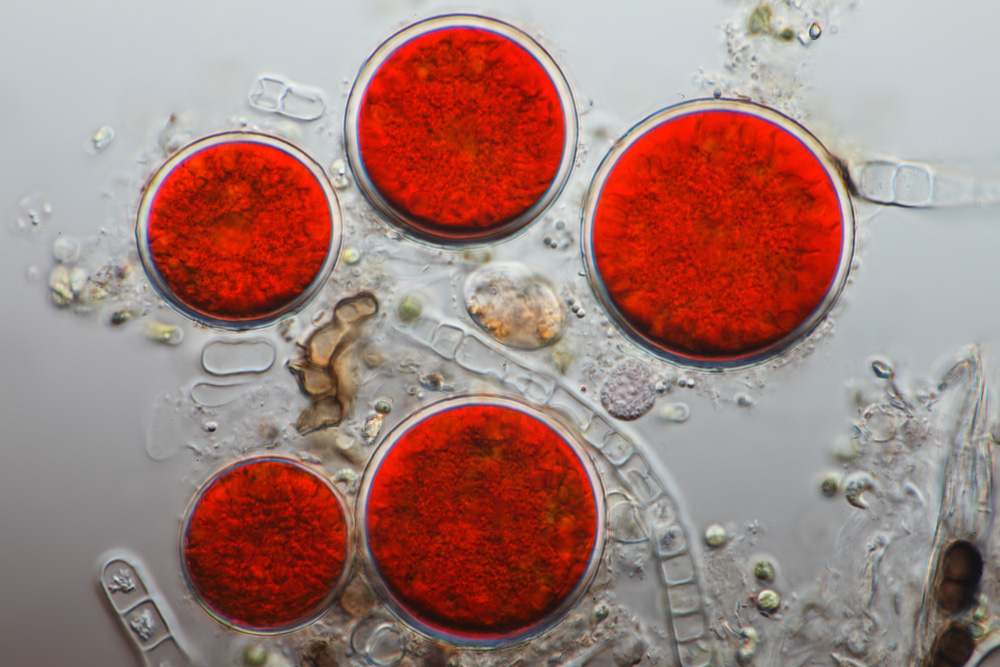
Cystes de la microalgue Haematococcus lacustris photographiés au microscope, auxquels l’astaxanthine donne une coloration rouge sang.

On trouve aussi ce pigment chez des microalgues psychrotolérantes des genres Sanguina et Chlainomonas, responsables du phénomène dit du sang des glaciers, ainsi que chez les microalgues du genre Haematococcus, où le pigment servirait de photoprotecteur contre les ultraviolets.
L'astaxanthine est aussi présente chez les crustacés (crabes, crevettes, homard, écrevisses, langoustes), le saumon, la truite, la daurade rose et dans les plumes de certains oiseaux (flamants, ibis rouge).
On en trouve aussi dans les éléments suivants, aux concentrations approximatives indiquées:

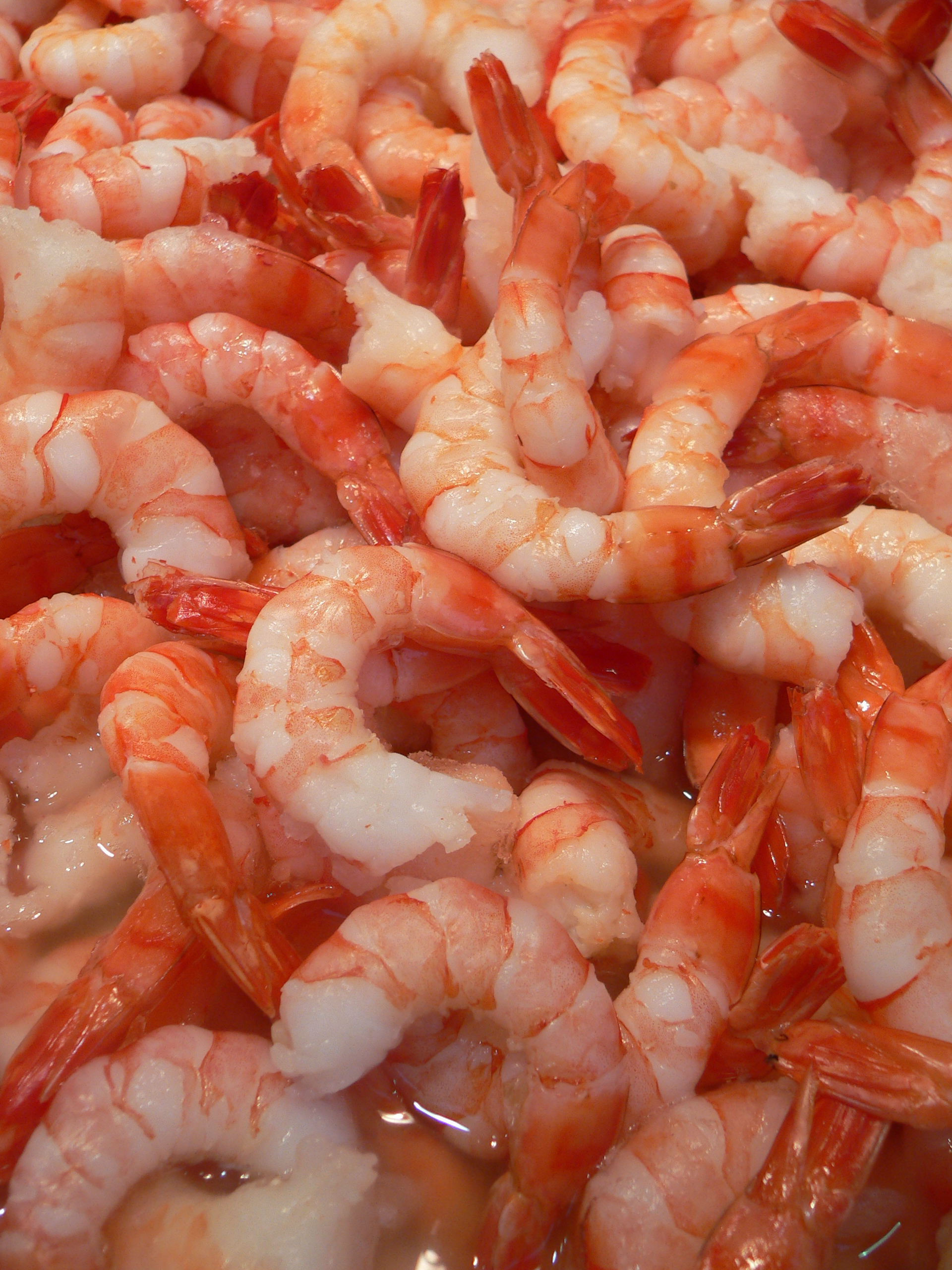
La coloration rose des crustacés après cuisson est due à l'astaxanthine.

| Source                                                                 | Concentration en astaxanthine (ppm) |
| ---------------------------------------------------------------------- | ----------------------------------- |
| Salmonidés                                                             | ~ 5                                 |
| Plancton                                                               | ~ 60                                |
| Krill                                                                  | ~ 120                               |
| Pandalus borealis (Crevette arctique)                                  | ~ 1,200                             |
| Xanthophyllomyces dendrorhous, anciennement Phaffia rhodozyma (levure) | ~ 10,000                            |
| Paracoccus carotinifaciens                                             | ~ 21,000                            |
| Haematococcus pluvialis                                                | ~ 40,000                            |

## Chimie
L'astaxanthine est un pigment de la famille des terpénoïdes, et fait partie des composés phytochimiques. Elle est soluble dans les graisses et les huiles.
Chez les crustacés, cette coloration n’apparaît généralement pas chez l’animal vivant car la molécule est entourée d’une protéine lui donnant une coloration noirâtre. En ébouillantant les homards et crevettes, les chaînes de protéines se déroulent, libérant la molécule d’astaxanthine : les crustacés deviennent alors roses. Les saumons d’élevage peuvent être différenciés des saumons sauvages par examen de la structure de l’astaxanthine.
Elle peut être considérée comme le terme ultime d'une série d'hydroxylations et d'oxydations à partir du β-carotène ; les colorations observées chez les crustacés sont dues à des chromoprotéines de ce pigment, comme les crustacyanines des homards. Le pigment rouge de l'anémone de mer Actinia equina, l'actinio-érythrine (2, 2´ bis norastaxanthine), est un métabolite particulier de l'astaxanthine ; les deux cycles β-ionone ont subi une contraction avec perte d'un atome de carbone.
Une molécule d’astaxanthine qui a perdu ses deux groupements hydroxyles (–OH) est appelée canthaxanthine. Elle est responsable de la couleur des flamants d’Amérique.

## Découverte
C'est le professeur Basil Weedon (en) qui, le premier, a découvert la structure de l'astaxanthine, par synthèse, en 1975. Contrairement à beaucoup de caroténoïdes, l'astaxanthine ne se convertit pas dans le corps humain en vitamine A (rétinol).
Un excès de vitamine A est dangereux pour l'homme, ce qui n'est pas le cas pour l'astaxanthine. Une thèse avait  été consacrée à l'astaxanthine en 1958 par Renée Massonet.

## Production industrielle et biotechnologique

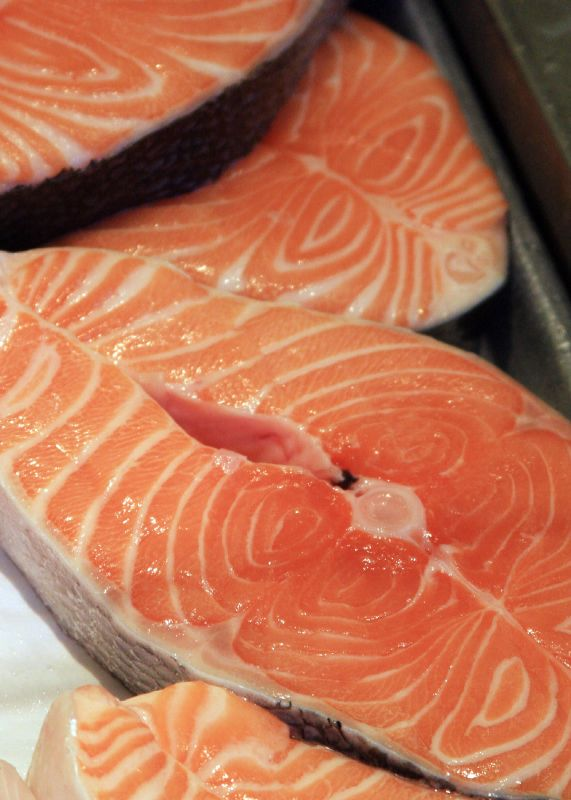
L'astaxanthine donne également sa couleur rose à la chair du saumon. Elle est utilisée comme complément alimentaire dans l'élevage des salmonidés.

La levure rouge Xanthophyllomyces dendrorhous (autrefois appelée Phaffia rhodozyma décrite par Miller et son équipe en 1976) a comme principal pigment l'astaxanthine.
Le rendement de production d'astaxanthine avec 10 % de mélasse dans le substrat de fermentation était de 15,3 mg/ml, soit 3 fois plus qu'avec du glucose et 2 fois plus qu'avec du sucre en mélange équivalent.

## Utilisations
Cet antioxydant puissant peut être utilisé comme complément alimentaire chez l'homme, l'animal et l'élevage des truites. Cependant, la Commission européenne l'a répertorié comme colorant alimentaire (numéro E161j).
L'astaxanthine diméthyle disuccinate a été autorisée en tant qu'additif pour l'alimentation des saumons et des truites [réf. 2a(ii)165 dans le registre communautaire], dans la catégorie des additifs sensoriels [règlement (CE) no 393/2008 du 30 avril 2008].
Récemment, plusieurs études mettent en évidence un intérêt dans plusieurs pathologies: maladie d'Alzheimer, maladie de Parkinson, maladies cardio-vasculaires, diabète, syndrome de Stein-Leventhal.
D'après une revue de la littérature, une supplémentation d'au moins 12 mg/jour pendant au moins 3 mois diminue la protéine C réactive, un marqueur inflammatoire.
La production commerciale d'astaxanthine est d'origine naturelle ou synthétique.